# George Finch, 9. Earl of Winchilsea

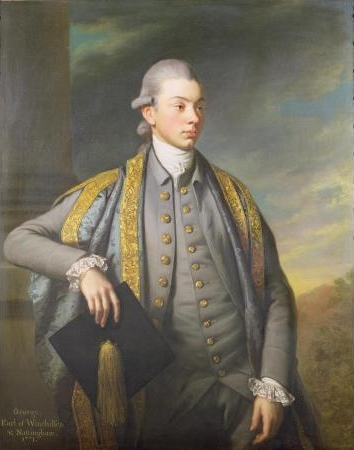
George Finch, 9. Earl of Winchilsea

George Finch, 9. Earl of Winchilsea KG PC FRS (* 4. November 1752; † 2. August 1826) war ein britischer Adliger und Politiker sowie eine der bedeutendsten Persönlichkeiten der Cricketgeschichte.

## Leben
Er war der einzige Sohn des Politikers Hon. William Finch († 1766), der seinerseits ein Sohn des Daniel Finch, 7. Earl of Winchilsea, war, aus dessen zweiter Ehe mit Lady Charlotte Fermor, einer Tochter des Thomas Fermor, 1. Earl of Pomfret. Seine einzige Schwester war Sophia Finch, Gattin des Commodore der Royal Navy Charles Feilding. Er besuchte das Eton College und studierte am Christ Church College der Universität Oxford.
Beim Tod seines Onkels Daniel Finch, 8. Earl of Winchilsea erbte er 1769 dessen Adelstitel als 9. Earl of Winchilsea, 4. Earl of Nottingham, 9. Viscount Maidstone, 4. Baron Finch, 10. Baronet, of Eastwell, und 4. Baronet, of Raunston. Als er 1773 volljährig wurde nahm er den mit den Titeln verbundenen Sitz im House of Lords ein.
Ab 1777 erhielt er unter König Georg III. das Hofamt eines Lord of the Bedchamber und wurde spätestens ab 1804 dessen Groom of the Stool. Er hatte diese Hofämter bis 1812 inne. 1779 wurde er zum Lord Lieutenant von Rutland ernannt und hatte dieses Amt bis zu seinem Tod inne.
1779 trat er in die British Army ein und erwarb einen Offiziersposten als Major des neuaufgestellten 87th Regiment of Foot. 1780 wurde er zum Lieutenant-Colonel und Kommandeur dieses Regiments befördert und im Rahmen des Amerikanischen Unabhängigkeitskrieges auf den Nördlichen Antilleninseln in der Karibik stationiert. Er kämpfte dort gegen die Franzosen. Im April 1783 war seine Einheit nach England zurückgekehrt und wurde in Coventry aufgelöst. Im April 1784 wurde er Lieutenant-Colonel und Kommandeur des neuaufgestellten Territorialarmee-Regiments der Rutland Yeomanry Cavalry.
Als Gründungsmitglied wurde George Finch 1799 zum ersten Präsidenten der Royal Institution of Great Britain gewählt. 1804 wurde er ins Privy Council und 1805 als Knight Companion in den Hosenbandorden aufgenommen. Am 7. Mai 1807 wurde er zudem Fellow der Royal Society.

## Wirken als Cricketsportler und -funktionär
Sein Einfluss auf den Cricketsport gründet vor allem auf seiner Rolle als Mäzen und Funktionär, obwohl er auch ein sehr engagierter Cricketspieler war. Obwohl er einen sehr schweren Schläger von mehr als 1,8 kg benutzte, galt er jedoch im Feld als Schwachpunkt seines Teams.
Auch wenn er bei weitem nicht als einer der besten Cricketspieler galt, war er in seiner Mannschaft als Führungsperson anerkannt und brachte es auf 138 First-Class-Einsätze. Damit ist er der Spieler mit den meisten heute bekannten Einsätzen des 18. Jahrhunderts, was umso erstaunlicher ist, da er erst mit 32 Jahren an seinem ersten bedeutenden Spiel (major match) teilnahm.
Winchilsea war Mitbegründer des White Conduit Club (WCC) und des später daraus hervorgegangenen Marylebone Cricket Club (MCC). Der WCC verdankte seinen Namen der Tatsache, dass die Spiele auf den White Conduit Fields in Islington ausgetragen wurden. Der WCC verstand sich zwar als exklusiver Club nur für Gentlemen, tatsächlich aber spielten für ihn auch Proficricketer. Einer von ihnen war der Bowler (Werfer) Thomas Lord, der sowohl als tüchtiger Geschäftsmann als auch als ausgezeichneter Werfer galt.
Der White Conduit Club trat als solcher erstmals 1785 in einem bedeutenden Spiel an. So hätte es im Prinzip auch in der Zukunft weitergehen können, wenn nicht die Tatsache gewesen wäre, dass die White Conduit Fields ein für jedermann zugängliches Gelände waren. Die sich durch die etwas raueren Elemente der Öffentlichkeit gestört fühlenden Gentlemen fassten daher den Beschluss, sich nach einem neuen, vor allem und ruhigeren und exklusiveren Spielort umzusehen.
Zusammen mit Charles Lennox, dem späteren 4. Duke of Richmond, beauftragte er den vor allem dadurch zu Berühmtheit gelangten Thomas Lord damit, ein neues Spielgelände zu finden. Wobei sie ihn gegen alle finanziellen Risiken abzusichern versprachen. Lord pachtete daraufhin ein Stück Land in Marylebone in London, an der Stelle, an der heute Dorset Square zu finden ist. Der Platz wurde am 21. Mai 1787 mit einem Match zwischen dem White Conduit Club und Middlesex eröffnet. Dies wurde Lords erster Cricketplatz und ursprünglich New Ground genannt, aber bald in Lord’s Cricket Ground umbenannt. Und da er in Marylebone gelegen war, lag es nahe, White Conduit Club entsprechend in Marylebone Cricket Club umzubenennen. Der Earl of Winchilsea war einer der führenden Persönlichkeiten in dessen frühen Jahren. Jedoch sind auch mindestens zwei Spiele bekannt, in denen Mannschaften unter den Namen dieser beiden Clubs gegeneinander antraten.

## Nachkommen
Er blieb unverheiratet, hatte aber zwei uneheliche Kinder:
- George Finch (1794–1870), MP, ⚭ (1) 1819 Jane Delap, Tochter des Vice-Admiral John Richard Delap, ⚭ (2) 1832 Lady Louisa Elizabeth Somerset (1806–1892), Tochter des Henry Somerset, 6. Duke of Beaufort;
- Georgiana Augusta Finch (* 1800) ⚭ 1821 John Drummond (1793–1875), General der British Army.[8]

Als er 1826 starb, fielen seine Adelstitel an seinen Neffen zweiten Grades George Finch-Hatton. Den wesentlichen Teil seines Vermögens, einschließlich des Familiensitzes Burley House in Rutland, erbte hingegen sein Sohn George.